# Tim Sültenfuß
Tim Sültenfuß (* 1993) ist ein deutscher Politiker (Die Linke) und seit 2023 Mitglied der Bremischen Bürgerschaft. 

## Biografie

### Ausbildung, Beruf
Sültenfuß wuchs in Lilienthal auf. Er studierte nach dem Abitur am Gymnasium Lilienthal von 2012 bis 2018 Rechtswissenschaften an der Universität Bremen, war Rechtsreferendar am Hanseatischen Oberlandesgericht Bremen und schloss 2021 mit dem 2. Staatsexamen ab. Bis zu seiner Wahl in die Bürgerschaft 2023 war er als Head of Legal Department bei Sea-Watch tätig.
Er ist Rollstuhlfahrer und Anhänger von Werder Bremen.

### Politik
Sültenfuß ist Mitglied der Linken. Er ist seit 2021 Mitglied des Kreisvorstandes Mitte-Ost in Bremen sowie seit 2022 Mitglied im Landesvorstand. Von 2022 bis 2023 war er sachkundiger Bürger im Beirat Hemelingen.
Er kandidierte bei der Bürgerschaftswahl in Bremen 2023 auf Listenplatz 22 seiner Partei im Wahlbereich Bremen. Er wurde über die Personenstimmen in die 21. Bremische Bürgerschaft gewählt.
In der Bürgerschaft ist er Mitglied der Deputationen für Haushalt, Wirtschaft, Rekommunalisierung (Sprecher), Mobilität, Bau und Stadtentwicklung und Mitglied in den Ausschüssen für Wissenschaft, Medien, Daten, Information, Digitales, für Recht und für die Richterwahl. Er ist verkehrspolitischer Sprecher seiner Fraktion.